# الکتروسکوپ

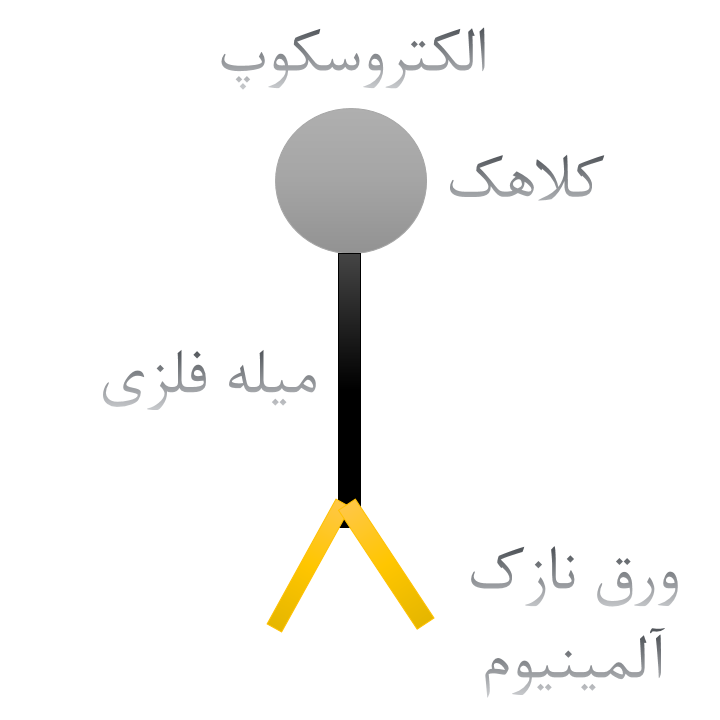
الکتروسکوپ

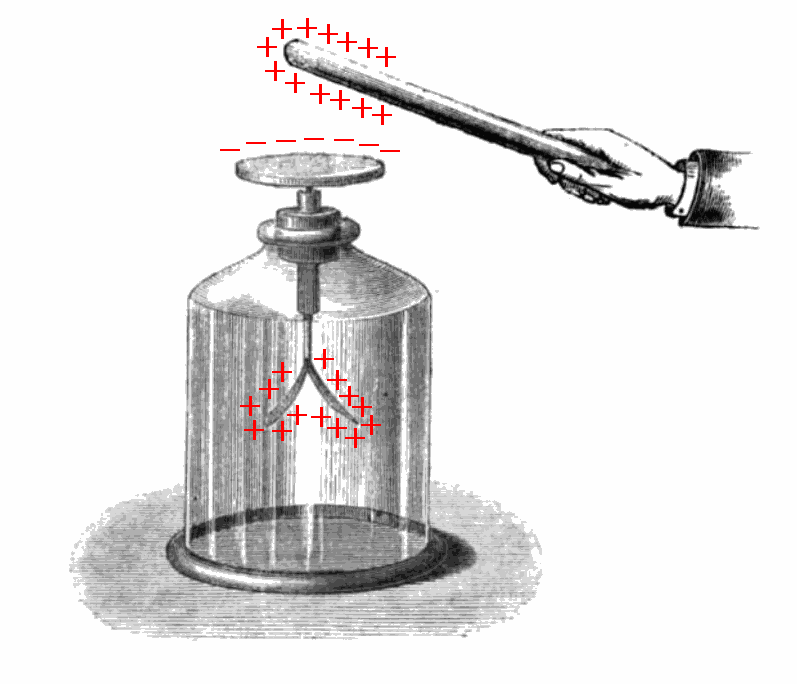
برق‌نمای ورقهٔ طلا، در حال نمایش القا و پیش از زمین‌کردن پایانه‌های آن.

برق‌نما یا الکتروسکوپ (به انگلیسی: Electroscope) وسیله‌ای است که با استفاده از آن می‌توان باردار بودن، نوع  بار و مقدار بار جسم از نظر الکتریکی را شناسایی کرد. برای تشخیص باردار بودن از الکتروسکوپ بدون بار مثبت و برای تشخیص نوع بار از الکتروسکوپ که بار مشخّص دارد، استفاده می‌شود. همچنین، برای تشخیص رسانا یا نارسانا بودن اجسام هم می‌توان از جسم باردار استفاده کرد و هم می‌توان از الکتروسکوپ باردار استفاده کرد. 

## اجزای الکتروسکوپ
یک الکتروسکوپ ساده دارای 4 جز اصلی است:
1. کلاهک فلزی
2. جسم عایق
3. میلهٔ فلزی
4. یک ورقهٔ تا شدهٔ طلا یا آلومینیم

الکتروسکوپ برای آشکارسازی وجود بار الکتریکی از دو ورقهٔ طلا یا آلومینیم، تشکیل می‌شود که به یک سر میلهٔ رسانای فلزی متصل شده‌اند و میله به وسیلهٔ گیرهٔ عایقی نگه داشته می‌شود، وقتی که میله و ورقه‌ها بار الکتریکی کسب کنند، ورقه‌ها بر اثر نیروی رانش متقابل حاصل از بارهای همنام از یکدیگر دور می‌شوند و بالعکس

## چگونگی کارکرد الکتروسکوپ
اول باید الکتروسکوپ‌ها دارای بار الکتریکی معین باشد. برای مثال الکتروسکوپ دارای بار مثبت است. جسمی باردار را نزدیک کلاهک الکتروسکوپ می‌کنیم و اگر دو ورقه از هم باز شدند یعنی بار جسم و دستگاه هم‌نام است (طبق مثال، نتیجه می‌گیریم جسم، دارای بار مثبت است) و اگر به هم نزدیک شوند یعنی بار دستگاه و جسم ناهم‌نام است (طبق مثال، جسم دارای بار منفی است).

### تعیین مقدار بار الکتریکی یک جسم توسط الکتروسکوپ.
برای تعیین دقیق نمی‌توان از این نوع الکتروسکوپ استفاده کرد برای همین از الکتروسکوپ‌های دیجیتالی و قوی استفاده می‌شود. اما برای تعیین از مقدار افزایش زاویه بین دو ورقه نسبت به زاویهٔ قبلی و با توجه به هم‌نامی یا غیر هم‌نامی بار استفاده می‌شود.